# Utahraptor
Utahraptor eller Utah-tjuv (Utahraptor ostrommaysor) är en köttätande dinosaurie som tillhörde familjen Dromeosaurider tillhörande infraordningen Coelurosaurier och därmed medlem i underordningen Theropoder. Bland nära släktingar återfinns till exempel Deinonychus, Velociraptor och Dromeosaurus. Utahraptor levde i Nordamerika under äldre Krita (ca 120 milj år sedan) och är den största kända dromeosauriden. Den kunde bli upp till 6 meter lång och vägde ca 700 kg. Utahraptor var som alla andra köttätande dinosaurier tvåbenta tågångare och som andra Dromeosaurider hade den på en av tårna på resp fot en fruktansvärd krökt klo, upp till 23 cm lång på Utahraptor. Dessa vapen kunde användas för att attackera dinosaurier som var betydligt större än de själva.
Utahraptor anses som de andra dromeosauriderna med dinosauriemått varit mycket intelligent, minst i nivå med dagens fåglar och djuren var (troligen levde de i flock) fullt kapabla att samordna angrepp mot bytesdjuren. 
Utahraptor beskrevs vetenskapligt på 90-talet av John Ostrom, samma paleontolog som 25 år tidigare upptäckte och beskrev Deinonychus, den första kända Dromeosauriden. I egenskap av Coelurosaurie och medlem i Dromeosauridfamiljen är dinosaurien med stor sannolikhet mycket nära släkt med dagens fåglar. Forskarna tror idag att samtliga Dromeosaurider var befjädrade.
Utahraptor fanns med i BBC:s Dinosauriernas tid. Där kunde den ses jaga iguanodontider i Europa.